# قلعه هوره
قلعه هوره مربوط به دوره قاجار است و در شهرستان سامان، بخش زاینده‌رود، شهر هوره واقع شده و این اثر در تاریخ ۲۲ مرداد ۱۳۸۴ با شمارهٔ ثبت ۱۳۱۰۱ به‌عنوان یکی از آثار ملی ایران به ثبت رسیده است.